# ふわふわ♥シナモン
『ふわふわ♥シナモン』（♥は発音しない）とは、サンリオのキャラクター・シナモロールをモチーフにした日本の漫画作品である。ストーリーは関千里、漫画はつきりのゆみ。

## 概要
お人好しな主人公・シナモンが立派なシェフを目指しながらも、日常のさまざまな事象に振り回される物語構成。
以下の雑誌で連載された。
- 小学館の学年別学習雑誌
  - 『小学一年生』2005年4月号 - 2008年3月号
  - 『小学二年生』2004年11月号 - 2007年12月号
  - 『小学三年生』2004年11月号 - 2007年8月号
  - 『小学四年生』2004年4月号 - 2008年3月号
- 『ぷっちぐみ』Vol.1 - Vol.6

『小学三年生』2004年11月号 - 2005年3月号掲載分、『小学四年生』2005年1月号 - 2005年3月号掲載分は"月梨野ゆみ"名義。コミックスではすべて"つきりのゆみ"名義。
- 『ふわふわ♥シナモン』1 - 5巻[1]、小学館〈てんとう虫コミックス〉
- 『カラー版 ふわふわ♥シナモン』1 - 3巻、小学館〈ぴっかぴかコミックス〉

シナモエンジェルスが主人公の作品として『プリ☆かわ☆シナモンエンジェルス!!』（『小学三年生』2007年9月号 - 2008年3月号、『小学五年生』2005年5月号 - 2007年2月号連載）がある。コミックス３巻～に収録されている。
シナモロールのメインキャラクターのうち、アズキは『ふわふわ♥シナモン』には登場せず、『プリ☆かわ☆シナモンエンジェルス!!』のみに登場する。
サンリオピューロランドでは本作のペーパー描画アニメが小スクリーンで公開されている。

## 登場キャラクター

### メインキャラクター
シナモン
本作の主人公。3月6日生まれ。空の雲の上で生まれた子犬の男の子。シナモンロールの匂いにつられて空を飛んでいるうちに、カフェシナモンのお姉さんに拾われる。心優しくてお人好しな性格。立派なシェフになることが夢の努力家だが、お化けが大の苦手でさらに飛んでいる最中に怪我をすると言ったドジな一面もうかがわせる。チャームポイントはシナモンロールのような尻尾。
モカ
2月20日生まれ。丘の上の白い家に住んでいる女の子。おしゃれ好きで優しいお姉さんキャラだが、泣き虫でちょっぴりわがままな所がある。秘密の花園を所持している。好きなものはガトーショコラとフルーツタルト、嫌いなものは虫（ただし、チョウチョは平気）とピーマン。デザイナーやアイドルと言った複数の夢を兼ね備えているが、1つに絞れていないために本人も悩んでいる。チャームポイントはツヤツヤのモカ色の毛並みと花形のリボン。『プリ☆かわ☆シナモエンジェルス!!』ではシナモエンジェルスのリーダーである。
エスプレッソ
12月4日生まれ。公園の近くの大きな家に住んでいるお坊ちゃま犬。姉が女優で父が映画監督、母が作家である。頭はとても賢くて、絵や音楽が得意分野。豪華な自家用車を所持しているため、運転も得意。チャームポイントは気品溢れるモーツァルトヘア。
シフォン
1月14日生まれ。緑溢れる公園の近くに住んでいる女の子。細かいことはあまり気にしない前向きな性格だが、がさつで料理や勉強は苦手。運動神経は抜群で、オリンピックの金メダルを取ることが夢である。チャームポイントはシフォンケーキのようなふわふわした耳。好きなものはシフォンケーキ、嫌いなものは納豆。『プリ☆かわ☆シナモエンジェルス!!』でもシナモエンジェルスの一員である。
カプチーノ
6月27日生まれ。カフェシナモンの向かいの赤い屋根の家に住んでいる男の子。のんびり屋で昼寝好きさらに食いしん坊であるため、シナモンフレンズのトラブルメーカー役を演じることも多い。船長になることを密かに夢見ている。チャームポイントはカプチーノのような口。
みるく
2月4日生まれ。公園の近くの煙突のある家に住んでいる赤ん坊。まだ「バブ」しか話せないわりには、元気な甘えん坊。牛乳の一気飲みが得意で、シナモンと同様お化けが大の苦手。チャームポイントは額の産毛と口に加えているおしゃぶり。
アズキ
9月25日生まれ。おっとりしているけど、ややテンポがずれている関西弁の女の子。書道や華道が得意。趣味はお茶、時代劇など、主に和風モノに精通している。好きなものは抹茶パフェといちご大福、嫌いなものはネギ類。『プリ☆かわ☆シナモエンジェルス!!』のみに登場するキャラクターである。
ココとナッツ
カプチーノの双子の弟。

### サブキャラクター
ブラッキー・カフェ軍団
カフェスクールに通うことになった3人組。メンバーはブラック、ココア、ビターの3人である。
セサミ
メガネをかけた博識。
キャラメルズ
シナモエンジェルスの憧れるイケメンロックバンド。メンバーはガレット、ハニー、グラッセの3人である。それぞれモカはガレットの、シフォンはハニーの、アズキはグラッセのファンである。

### その他のキャラクター
コルネ
雲の上に住むユニコーンの子。チョココルネのようなツノがチャームポイント。
キャビティ
悪戯好きの黒い雲の子。シナモンの不思議な力を狙い、悪さをしている。
ホイップ
空からやってきた白い雲の子。あまり巧みではないが、他のものに姿を変えることができる。